# Magnus Sterner
Carl Magnus Sterner (* 1. Oktober 1979 in Leksand) ist ein ehemaliger schwedischer Snowboarder. Er startete in den Disziplinen Halfpipe und Snowboardcross.

## Werdegang
Sterner, der für den Leksands SBK startete, trat international erstmals bei den Juniorenweltmeisterschaften 1997 in Corno alle Scale in Erscheinung. Dort errang er den 12. Platz in der Halfpipe. In der Saison 1997/98 nahm er in Innichen erstmals am Snowboard-Weltcup der FIS teil, wobei er die Plätze 29 und 21 in der Halfpipe errang und wurde bei den Juniorenweltmeisterschaften 1998 in Chamrousse Achter in der Halfpipe. In der Saison 1998/99 kam er neunmal unter die ersten Zehn. Dabei erreichte er in Olang mit dem zweiten Platz im Snowboardcross seine erste Podestplatzierung im Weltcup und zum Saisonende den achten Platz im Halfpipe-Weltcup, den sechsten Rang im Gesamtweltcup sowie den zweiten Platz im Snowboardcross-Weltcup. Beim Saisonhöhepunkt, den Snowboard-Weltmeisterschaften 1999 in Berchtesgaden, gewann er die Silbermedaille im Snowboardcross. Zudem errang er dort den 20. Platz in der Halfpipe und bei den Juniorenweltmeisterschaften 1999 auf der Seiser Alm den zehnten Platz in der Halfpipe. Nachdem Plätzen 22, 11 und 15 zu Beginn der Saison 1999/2000, wurde er in Berchtesgaden Dritter und in Grächen Zweiter in der Halfpipe. Es folgten weitere Top-Zehn-Platzierungen, darunter Platz drei in Park City und Rang zwei in Innichen. Zum Saisonende holte er in Livigno in der Halfpipe seinen ersten Weltcupsieg und errang damit den 14. Platz im Gesamtweltcup sowie den zweiten Platz im Halfpipe-Weltcup. Zudem siegte er im April 2000 bei den schwedischen Meisterschaften im Snowboardcross. 
In der Saison 2000/01 kam Sterner dreimal auf den zweiten und einmal auf den dritten Platz. Außerdem holte er in der Halfpipe in Whistler seinen zweiten Weltcupsieg und gewann zum Saisonende den Halfpipe-Weltcup. Im Gesamtweltcup belegte er den 13. Platz. Bei den Snowboard-Weltmeisterschaften 2001 in Madonna di Campiglio fuhr er auf den siebten Platz in der Halfpipe. Ende April 2001 wurde er erneut schwedischer Meister im Snowboardcross. In der folgenden Saison erreichte er vier Top-Zehn-Platzierungen, darunter Platz zwei in der Halfpipe in Whistler und errang damit den sechsten Platz im Halfpipe-Weltcup. Bei seiner einzigen Olympiateilnahme im Februar 2002 in Salt Lake City belegte er den 11. Platz in der Halfpipe. Zu Beginn der Saison 2002/03 kam er in Valle Nevado auf den vierten und in Berlin auf den 34. Platz in der Halfpipe. Im weiteren Saisonverlauf gewann er die Weltcups in Tandådalen und in Sapporo jeweils in der Halfpipe und errang in Laax den dritten sowie im Stoneham den zweiten Platz. Beim Saisonhöhepunkt, den Snowboard-Weltmeisterschaften 2003 am Kreischberg, belegte er den 25. Platz in der Halfpipe. Die Saison beendete er auf dem sechsten Platz im Halfpipe-Weltcup. In den folgenden Jahren erreichte er im Weltcup meist Platzierungen außerhalb der ersten Zehn. Bei den Snowboard-Weltmeisterschaften 2005 in Whistler kam er auf den 24. Platz in der Halfpipe. Seinen 73. und damit letzten Weltcup absolvierte er im Januar 2006 in Leysin, welchen er auf dem fünften Platz in der Halfpipe beendete.
Sein Bruder Fredrik Sterner war ebenfalls als Snowboarder aktiv.

## Teilnahmen an Weltmeisterschaften und Olympischen Winterspielen

### Olympische Winterspiele
- 2002 Salt Lake City: 11. Platz Halfpipe

### Snowboard-Weltmeisterschaften
- 1999 Berchtesgaden: 2. Platz Snowboardcross, 20. Platz Halfpipe
- 2001 Madonna di Campiglio: 7. Platz Halfpipe
- 2003 Kreischberg: 25. Platz Halfpipe
- 2005 Whistler: 24. Platz Halfpipe

## Weltcupsiege und Weltcup-Gesamtplatzierungen

### Weltcupsiege
| Nr. | Datum             | Ort        | Disziplin |
| --- | ----------------- | ---------- | --------- |
| 1.  | 18. März 2000     | Livigno    | Halfpipe  |
| 2.  | 10. Dezember 2000 | Whistler   | Halfpipe  |
| 3.  | 7. Dezember 2002  | Tandådalen | Halfpipe  |
| 4.  | 1. März 2003      | Sapporo    | Halfpipe  |

### Weltcup-Gesamtplatzierungen
| Saison    | Gesamt | Gesamt | Halfpipe | Halfpipe | Snowboardcross | Snowboardcross |
| Saison    | Punkte | Platz  | Punkte   | Platz    | Punkte         | Platz          |
| --------- | ------ | ------ | -------- | -------- | -------------- | -------------- |
| 1997/98   | 26     | 127.   | 206      | 77.      | –              | –              |
| 1998/99   | 860    | 6.     | 2215     | 8.       | 1750           | 2.             |
| 1999/2000 | 549    | 14.    | 5070     | 2.       | 790            | 27.            |
| 2000/01   | 621    | 13.    | 4685     | 1.       | 800            | 22.            |
| 2001/02   | –      | –      | 2050     | 6.       | –              | –              |
| 2002/03   | –      | –      | 4400     | 2.       | –              | –              |
| 2003/04   | –      | –      | 475      | 41.      | –              | –              |
| 2004/05   | –      | –      | 715      | 30.      | –              | –              |
| 2005/06   | 1113   | 86.    | 1113     | 27.      | –              | –              |